# Giro del Lussemburgo

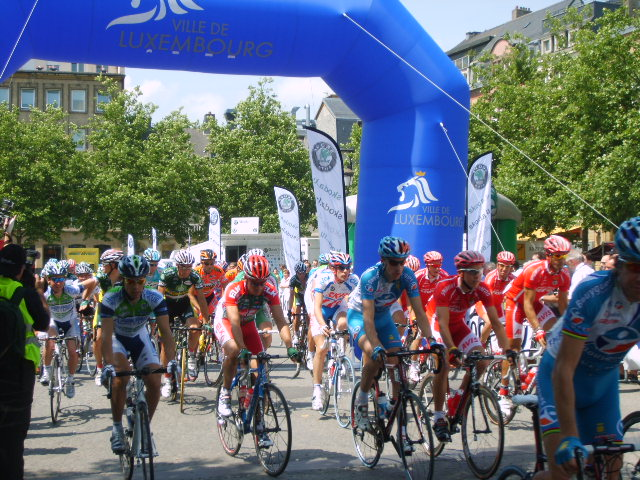
La partenza del Giro del Lussemburgo 2007.

Il Giro del Lussemburgo (fr.: Tour de Luxembourg) è una corsa a tappe maschile di ciclismo su strada che si disputa annualmente nel mese di giugno in Lussemburgo. Creato nel 1935, si corre solitamente nell'arco di cinque giorni. Nel 2005 fu inserito nel calendario dell'UCI Europe Tour nella classe 2.HC, mentre dal 2020 è parte del circuito UCI ProSeries. Per esigenze di sponsor è attualmente noto come Škoda Tour de Luxembourg.

## Storia
Sin dai primi anni il Giro del Lussemburgo è dominato da corridori lussemburghesi che vincono ben 19 volte nelle prime 25 edizioni, tra gli altri Mathias Clemens, Frank Neuens, Charly Gaul e Jean Diederich sono stati i maggiori protagonisti nei primi anni. Fino agli anni sessanta il podio della classifica finale era maggiormente dominato da ciclisti lussemburghesi, belgi e francesi. Risale al 1964 la prima vittoria olandese con Arie den Hartog; l'anno successivo trionfa Vincent Denson conseguendo la prima vittoria britannica; pochi anni dopo Davide Boifava trova la prima vittoria per l'Italia nel 1969. Più tardiva la vittoria di corridori nordici: nel 1981 la prima vittoria sovietica grazie a Jurij Barinov, nel 1987 trionfa il danese Søren Lilholt, e successivamente Richard Trinkler è il primo svizzero ad aggiudicarsi la gara.
Nel 1998 il plurivincitore del Tour de France, Lance Armstrong porta la prima vittoria americana, è la prima statunitense a cui si aggiungerà quella di Christian Vande Velde pochi anni dopo. Il XXI secolo è portatore di vittorie storiche, come quella svedese di Marcus Ljungqvist e quella ungherese di Bodrogi. L'ultima vittoria di un lussemburghese risale al 2009 quando vinse lo scalatore Fränk Schleck.

## Albo d'oro
Aggiornato all'edizione 2024.
| Anno | Vincitore             | Secondo                  | Terzo                   |
| ---- | --------------------- | ------------------------ | ----------------------- |
| 1935 | Mathias Clemens       | Julien Hamelrickx        | Jules Oeyen             |
| 1936 | Mathias Clemens       | Pierre Clemens           | Julien Hamelrickx       |
| 1937 | Mathias Clemens       | Pierre Clemens           | Camille Michielsen      |
| 1938 | Lucien Vlaemynck      | Adolph Braeckeveldt      | Hubert Deltour          |
| 1939 | Mathias Clemens       | Lucien Vlaemynck         | Fernand Mithouard       |
| 1940 | non disputato         | non disputato            | non disputato           |
| 1941 | Christophe Didier     | Erich Bautz              | Richard Menapace        |
| 1942 | Frans Neuens          | Christophe Didier        | Mathias Clemens         |
| 1943 | Frans Neuens          | Mathias Clemens          | Pierre Clemens          |
| 1944 | non disputato         | non disputato            | non disputato           |
| 1945 | Jean Goldschmit       | Jean Diederich           | Marcel Poire            |
| 1946 | Alberic Schotte       | Jean Diederich           | Norbert Callens         |
| 1947 | Mathias Clemens       | Jean Diederich           | Jean Kirchen            |
| 1948 | Jean Goldschmit       | Guy Lapébie              | Richard Depoorter       |
| 1949 | Jean Diederich        | Nello Sforacchi          | Marcel Ernzer           |
| 1950 | Isidore De Rijck      | Jean Diederich           | Jean Kirchen            |
| 1951 | Marcel Ernzer         | Jean Diederich           | Georges Jobé            |
| 1952 | Jean Kirchen          | Jean Goldschmit          | Robert Vanderstockt     |
| 1953 | Robert Vanderstockt   | Alex Close               | Charly Gaul             |
| 1954 | Jean-Pierre Schmitz   | Charly Gaul              | Marcel Ernzer           |
| 1955 | Louison Bobet         | Marcel Ernzer            | Charly Gaul             |
| 1956 | Charly Gaul           | René Remangeon           | Jean Forestier          |
| 1957 | Gérard Saint          | Raymond Elena            | Elio Gerussi            |
| 1958 | Jean-Pierre Schmitz   | Jean-Claude Annaert      | Piet De Jongh           |
| 1959 | Charly Gaul           | Aldo Bolzan              | Pino Cerami             |
| 1960 | Marcel Ernzer         | Aldo Bolzan              | Giuseppe Pintarelli     |
| 1961 | Charly Gaul           | Marcel Ernzer            | Georges Groussard       |
| 1962 | Joseph Planckaert     | Willy Schroeders         | Frans De Mulder         |
| 1963 | Yvo Molenaers         | Johan de Roo             | Martin van den Borgh    |
| 1964 | Arie den Hartog       | Bas Maliepaard           | Hans Junkermann         |
| 1965 | Vin Denson            | Jean-Claude Lebaube      | Arie den Hartog         |
| 1966 | Edy Schutz            | Armand Desmet            | Willy Planckaert        |
| 1967 | Frans Brands          | Bernard Van De Kerckhove | Raymond Delisle         |
| 1968 | Edy Schutz            | Cees Haast               | Franco Bodrero          |
| 1969 | Davide Boifava        | Marinus Wagtmans         | Arie den Hartog         |
| 1970 | Edy Schutz            | Georges Pintens          | René Pijnen             |
| 1971 | André Dierickx        | Ferdinand Bracke         | Leif Mortensen          |
| 1972 | Roger Rosiers         | Paul Aerts               | Barry Hoban             |
| 1973 | Sylvain Vasseur       | Willy Planckaert         | Jean-Pierre Guitard     |
| 1974 | Freddy Maertens       | Frans Verbeeck           | Herman Van Springel     |
| 1975 | Frans Verbeeck        | Willy Teirlinck          | Herman Van Springel     |
| 1976 | Frans Verbeeck        | Jozef Jacobs             | Gerrie Knetemann        |
| 1977 | Bert Pronk            | Gerrie Knetemann         | Willi Lienhard          |
| 1978 | Ludo Peeters          | Wilfried Wesemael        | Gerben Karstens         |
| 1979 | Lucien Didier         | Bernard Hinault          | Bert Oosterbosch        |
| 1980 | Bert Oosterbosch      | Leo van Vliet            | Daniel Gisiger          |
| 1981 | Jurij Barinov         | Igor' Bokov              | Richo Suun              |
| 1982 | Bernard Hinault       | Hennie Kuiper            | Igor' Bokov             |
| 1983 | Lucien Didier         | Charly Mottet            | Kim Andersen            |
| 1984 | Christophe Lavainne   | William Tackaert         | Rudy Dhaenens           |
| 1985 | Jelle Nijdam          | William Tackaert         | Louis Luyten            |
| 1986 | Steven Rooks          | Søren Lilholt            | Harald Maier            |
| 1987 | Søren Lilholt         | Laurent Fignon           | Benjamin Van Itterbeeck |
| 1988 | Richard Trinkler      | Janusz Kuum              | Jacques Decrion         |
| 1989 | Michel Cornelisse     | Dariusz Kajzer           | Eddy Schurer            |
| 1990 | Christophe Lavainne   | Erich Mächler            | Maximilian Sciandri     |
| 1991 | Gert-Jan Theunisse    | Frans Maassen            | Adrie van der Poel      |
| 1992 | Jean-Philippe Dojwa   | John van den Akker       | Ron Kiefel              |
| 1993 | Maximilian Sciandri   | Maarten den Bakker       | Johan Museeuw           |
| 1994 | Frans Maassen         | George Hincapie          | Melchor Mauri           |
| 1995 | Rolf Järmann          | Emmanuel Magnien         | Gianluca Bortolami      |
| 1996 | Alberto Elli          | Laurent Desbiens         | Erik Breukink           |
| 1997 | Frank Vandenbroucke   | Alberto Elli             | Erik Breukink           |
| 1998 | Lance Armstrong       | Erik Dekker              | Dirk Müller             |
| 1999 | Marc Wauters          | Steffen Kjærgaard        | Tobias Steinhauser      |
| 2000 | Alberto Elli          | Benoît Joachim           | Nicola Loda             |
| 2001 | Jørgen Bo Petersen    | Raivis Belohvoščiks      | Fred Rodriguez          |
| 2002 | Marcus Ljungqvist     | Bart Voskamp             | Ondřej Sosenka          |
| 2003 | Thomas Voeckler       | Piotr Wadecki            | David Cañada            |
| 2004 | Maxime Monfort        | Torsten Hiekmann         | Jörg Jaksche            |
| 2005 | László Bodrogi        | Fabian Cancellara        | Jukka Vastaranta        |
| 2006 | Christian Vande Velde | Tomasz Brożyna           | Allan Johansen          |
| 2007 | Grégory Rast          | Laurent Brochard         | Tiziano Dall'Antonia    |
| 2008 | Joost Posthuma        | Michael Albasini         | Fränk Schleck           |
| 2009 | Fränk Schleck         | Andreas Klöden           | Marco Marcato           |
| 2010 | Matteo Carrara        | Fränk Schleck            | Lance Armstrong         |
| 2011 | Linus Gerdemann       | Alexandre Geniez         | Tony Gallopin           |
| 2012 | Jakob Fuglsang        | Wout Poels               | Fränk Schleck           |
| 2013 | Paul Martens          | Jonathan Hivert          | Jan Bakelants           |
| 2014 | Matti Breschel        | Jempy Drucker            | Michael Mørkøv          |
| 2015 | Linus Gerdemann       | Marc de Maar             | Huub Duijn              |
| 2016 | Maurits Lammertink    | Philippe Gilbert         | Alex Kirsch             |
| 2017 | Greg Van Avermaet     | Xandro Meurisse          | Anthony Perez           |
| 2018 | Andrea Pasqualon      | Jan Tratnik              | Pit Leyder              |
| 2019 | Jesús Herrada         | Maurits Lammertink       | Andrea Pasqualon        |
| 2020 | Diego Ulissi          | Markus Hoelgaard         | Aimé De Gendt           |
| 2021 | João Almeida          | Marc Hirschi             | Mattia Cattaneo         |
| 2022 | Mattias Skjelmose     | Kévin Vauquelin          | Valentin Madouas        |
| 2023 | Marc Hirschi          | Brandon McNulty          | Ben Healy               |
| 2024 | Antonio Tiberi        | Mathieu van der Poel     | David Gaudu             |